# 開信刀

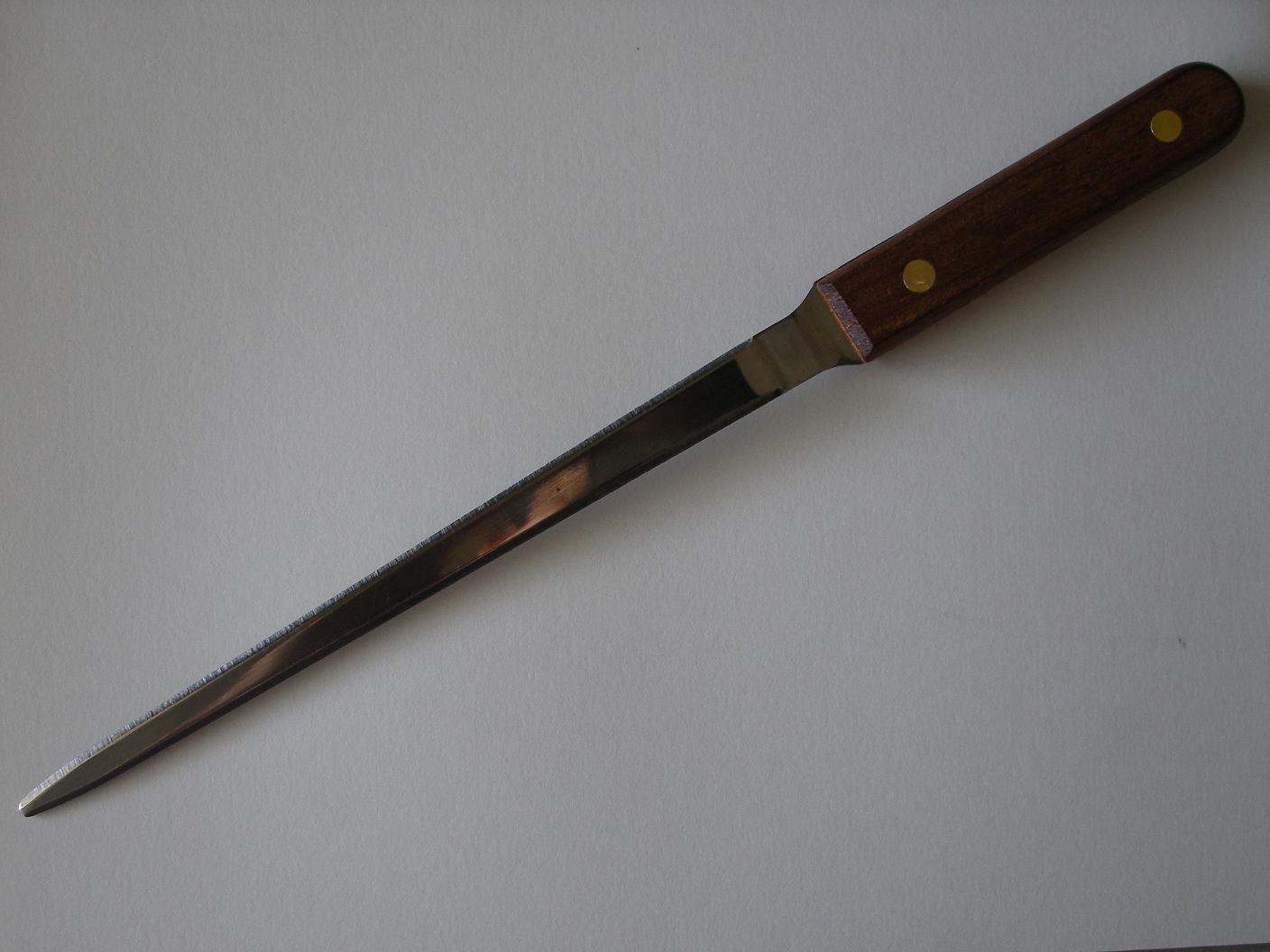
開信刀

開信刀，又稱拆信刀，是用來開啟信封封口，或用來切割折疊的紙之工具，亦可用來開啟包裹、紙箱等容器。

## 概要
開信刀為文具的一種，外形小巧，主要是打開信封的封口，其餘功用則是分割書或雜誌的摺頁。開信刀通常都是不開鋒的，而開了鋒的開信刀十分稀少。因此，除了刀尖以外，觸摸刀刃是安全的。
開信刀通常為柳葉狀，刀身薄而小，因為切斷紙張不須要太費力，用指力就能完成動作。
開信刀材料以鐵、不鏽鋼和塑膠居多，不過，開信刀的硬度强與否並不是太重要的事，用青銅、黃銅、丙烯、玻璃等不太堅硬的材料都能製造開信刀。有時，開信刀刀身鑲嵌了高價材料，特別成為桌上的華美的裝飾。
在推理小說中，開信刀是作家喜愛採用的小道具，可以用來在間隙中掏出物件，也能自衛（包括殺人），但若果真的要這樣做的話，硬薄的刀身可能承受不住壓力而損壞。
在香港，漫畫出版商玉皇朝在其出版的港式漫畫中附送與主角武器一樣的開信刀。因此開始了港式漫畫附送開信刀的風潮，其後漫畫迷開了開信刀之鋒，成了真正的武器，而不知就裡的兒童用來玩耍，因此常發生流血事件，引起輿論批評。漸漸地，附送開信刀的風潮因市民的壓力而平息了。